# Вейл оф Левен
«Вейл оф Левен» (шотл. Vale of Leven Football Club) — шотландський футбольний клуб з міста Александрія, створений 1872 року і був одним із найсильніших клубів Шотландії 1870-х та 1880-х років. Був одним із засновників Шотландської футбольної ліги у 1890 році, але не зміг конкурувати із іншими клубами, через що швидко вилетів із вищого дивізіону і з того часу виступає у нижчих лігах країни.

## Історія
«Вейл оф Левен» був заснований 25 серпня 1872 року і став одним з найсильніших команд Шотландії свого часу, вигравши тричі поспіль у одному з найстаріших футбольних турнірів світу — Кубку Шотландії, ставши володарем трофею у 1877, 1878 і 1879 роках, після чого ще чотири рази (у 1883, 1884, 1885 і 1890 роках) ставав фіналістом цього змагання. Крім цього клуб у 1878 році здолав найсильнішу команду Англії, переможців тогорічного Кубка Футбольної асоціації, клуб «Вондерерз» (3:1) на «Кеннелтон Овал» у Лондоні.
В 1890 році «Вейл оф Левен» став одним із засновників Шотландської футбольної ліги. У дебютному розіграші клуб зайняв 9 місце серед 10 учасників, а наступного — останнє 12-те місце, так і не здобувши жодної перемоги за сезон, що і донині є неповторимим антирекордом для клубів вищого дивізіону Шотландії.
У наступному сезоні 1892/93 клуб виступав у Шотландському футбольному альянсі, альтернативному футбольному чемпіонаті країни, після чого між 1893 і 1902 роками грав тільки в товариських і кубкових матчах, перш ніж приєднатися до Шотландської футбольної комбінації, ще однієї конкурентної футбольної ліги країни того часу.
У 1905 році «Вейл оф Левен» повернувся до Шотландської футбольної ліги, де став виступати у Другому дивізіоні. В 1907 і в 1909 роках клуб ставав другим, але так і не зумів повернутись до вищого дивізіону і продовжив виступати з перемінним успіхом у другому дивізіоні аж до 1915 року, коли цей турнір було призупинено через Першу світову війну. Після цього клуб виступав у Західній лізі, а 1921 року втретє повернувся до Шотландської футбольної ліги, в якій після успішного першого сезону (4-те місце), втратив результативність, займавши в наступних двох розіграшах 18 та 19 місце з 20 відповідно. Другий із результатів призвів до вильоту команди до Третього дивізіону, де клуб виступав протягом 1924—1926 років, після чого покинув лігу через фінансові проблеми і наступні роки грав у регіональних змаганнях, остаточно припинивши свою діяльність у 1929 році через Велику депресію.
1931 року у місті була створена команда «Вейл ОКОБА» (англ. Vale Old Church Old Boys Association), яка брала участь у Кубку Шотландії з 1931 по 1938 рік і виступала в Західній Шотландській аматорській лізі (англ. West of Scotland Amateur League), а потім у Шотландській Комбінації (англ. Scottish Combinations).
1939 року на основі цієї команди був відновлений клуб «Вейл оф Левен», який включили до реформованого Шотландського футбольного альянсу. Втім вже в грудні 1939 року цей чемпіонат був призупинений через початок Другої світової війни, в результаті чого «Вейл оф Левен» знову повернувся до Шотландської футбольної ліги, цього разу остаточно, втім в подальшому виступав виключно у нижчих лігах шотландського чемпіонату не претендуючи на серйозні результати.

## Досягнення
- Володар Кубка Шотландії (3): 1877, 1878, 1879